# Liste der Straßen und Plätze in Berlin-Schlachtensee

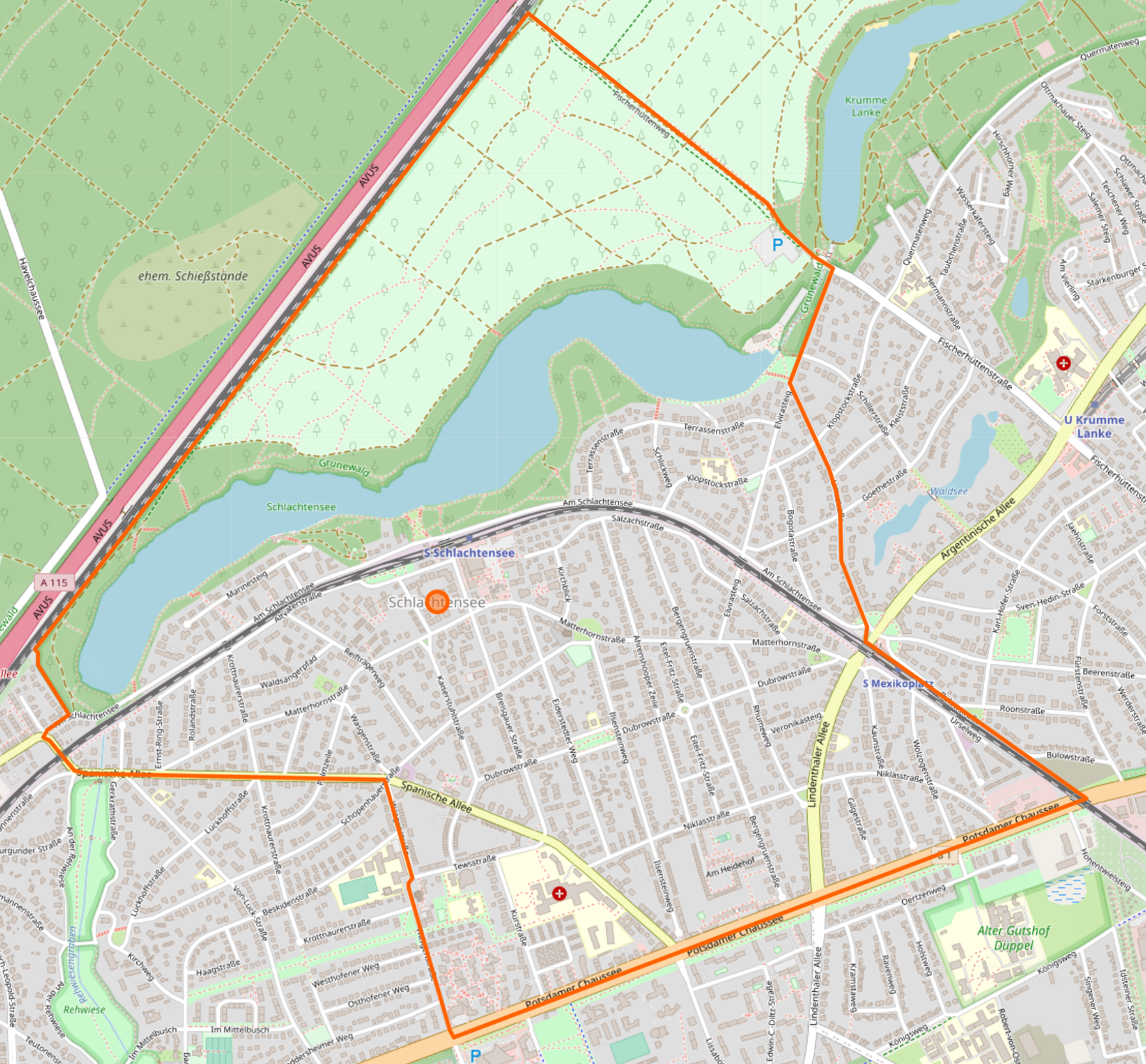
Übersichtskarte von Berlin-Schlachtensee

Die Liste der Straßen und Plätze in Berlin-Schlachtensee beschreibt das Straßensystem im Berliner Ortsteil Schlachtensee mit den entsprechenden historischen Bezügen. Gleichzeitig ist diese Zusammenstellung ein Teil der Listen aller Berliner Straßen und Plätze.

## Überblick
Beginnend am Mexikoplatz verläuft die Grenze des Ortsteils zunächst südlich entlang der Wannseebahn, dann Richtung Westen entlang der Potsdamer Chaussee, entlang der Wasgenstraße, entlang der Spanischen Allee, entlang der Straße Am Schlachtensee, am Waldrand oberhalb des Schlachtensees und dann entlang der Bundesautobahn 115, des Fischerhüttenwegs, des Elvirasteigs, und der Limastraße bis zum Mexikoplatz.
Die Hauptstraßen sind die am südlichen Rand des Ortsteils verlaufende Potsdamer Chaussee (Bundesstraße 1) und die Spanische Allee.

## Übersicht der Straßen und Plätze
Die nachfolgende Tabelle gibt eine Übersicht über die vorhandenen Straßen und Plätze im Ortsteil sowie einige dazugehörige Informationen.
- Name/Lage: aktuelle Bezeichnung der Straße oder des Platzes. Über den Link Lage kann die Straße oder der Platz auf verschiedenen Kartendiensten angezeigt werden. Die Geoposition gibt die Lage der ungefähren Mitte der Straßenlänge an.
- Im amtlichen Straßenverzeichnis nicht aufgeführte Verkehrswege sind mit * gekennzeichnet.
- Ehemalige oder nicht mehr gültige Straßennamen sind kursiv gesetzt. Für bedeutende ehemalige Straßen oder historische Straßennamen ist gegebenenfalls eine gesonderte Liste vorhanden.
- Länge/Maße in Metern:
Die in der Übersicht enthaltenen Längenangaben sind  gerundete Übersichtswerte, die in Google Earth mit dem dortigen Maßstab ermittelt wurden. Sie dienen Vergleichszwecken und werden, sofern amtliche Werte bekannt sind, ausgetauscht und gesondert gekennzeichnet.
Bei Plätzen sind die Maße in der Form a × b für rechteckige Anlagen und für (ungefähr) dreieckige Anlagen als a × b × c mit a als längster Seite angegeben.
Sofern die Straße auch in benachbarte Ortsteile weiterführt, gibt der Zusatz ‚im Ortsteil‘ an, wie lang der Straßenabschnitt innerhalb des Ortsteils dieses Artikels ist.
- Namensherkunft: Ursprung oder Bezug des Namens.
- Anmerkungen: weitere Informationen über anliegende Baudenkmale oder Institutionen, die Geschichte der Straße und historische Bezeichnungen.
- Bild: Foto der Straße oder eines anliegenden Objektes.

| Name/Lage                            | Länge/Maße (in Metern)        | Namensherkunft | Datum der Benennung | Anmerkungen | Bild |
| ------------------------------------ | ----------------------------- | --- | ------------------- | --- | --- |
| Ahrenshooper Zeile (Lage)            | 0890                          | Ahrenshoop, Ostseebad in Mecklenburg-Vorpommern | 13. Juli 1934       | Die Straße zwischen Salzach- und Niklasstraße hieß von 1895 bis 1934 Friedrich-Wilhelm-Straße. | Berlin-Zehlendorf Ahrenshooper Zeile                                                                     |
| Altvaterstraße (Lage)                | 1210                          | Altvatergebirge, Gebirge in Tschechien | 31. Juli 1947       | Die Straße zwischen Breisgauer Straße und Spanischer Allee wurde um 1894 von der Heimstätten AG angelegt und vor 1905 als Mariannenstraße nach der Prinzessin von Preußen Maria Anna benannt. Am 15. März 1939 erfolgte die antiroyalistische Umbenennung in Wahrmundzeile nach Adolf Wahrmund, einem Vordenker des Antisemitismus in Österreich-Ungarn. Im Rahmen der Entnazifizierung wurde 1947 der noch heute bestehende Name gewählt. Die Straße ist nur auf der Südseite bebaut, an der Nordseite liegt der Bahndamm und das Bahngebäude in Nummer 1. Westlich der Ernst-Ring-Straße wird die Straße als Fußweg (Zeichen 239) weitergeführt, dessen Fortsetzung ist eine von der Bahnlinie nach Süden abbiegende Straße, die den Anschluss an die Spanische Allee hat. Dieser Ast ist als Sackgasse und verkehrsberuhigt (keine Wendemöglichkeit für Lkw) ausgewiesen, an der Bahnlinie (mit Anschluss zum Fußweg mit dem Grundstück 25) endet sie in einem Wendehammer. An diesem westlichen Ast liegen die Grundstücke 27–35 (ungerade) und 30–36 (gerade). | Bahnhofgebäude am Ostende der Altvaterstraße · Berlin-Schlachtensee Altvaterstraße                       |
| Am Heidehof (Lage)                   | 0300                          | Heidehof, Gutshof des Ritterguts Düppel (Neuzehlendorf) | um 1930             | Die Straße zwischen Bergengruen- und Niklasstraße wurde um 1925 als Leopoldstraße angelegt und bebaut. | Am Heidehof                                                                                              |
| Am Schlachtensee (Lage)              | 2600                          | Schlachtensee, im Grunewald gelegener Waldsee | 15. Mai 1930        | Die Straße verläuft mit den Grundstücken 22–60 (gerade) und 141–151 (ungerade) nördlich entlang der Bahnstrecke und begrenzt südlich den Park am Schlachtensee. Sie liegt zwischen Spanischer Allee und Limastraße. Die drei Grundstücke 144, 146 und 148 am westlichen Ende der Straße gehören zu Nikolassee. Die Straße war als Straße 618 des Bebauungsplans trassiert. Am 8. April 1933 wurde die Seestraße in Am Schlachtensee umbenannt. | Am Schlachtensee / Ecke Krottnaurerstraße · Bahnhof Schlachtensee · Liegewiese am Bahnhof Schlachtensee  |
| An den Hubertshäusern (Lage)         | 0280                          | Hubert, Königlicher Kammerrat, gründete 1772 im Auftrag von Friedrich II. auf 240 Morgen von Zehlendorfer Bauern erworbenen mageren Bodens eine Kolonie für ausgediente Soldaten, die der König vor 1780 der Gemeinde Zehlendorf vom als die Hubertshäuser übereignete (später: „Kolonie Neu-Zehlendorf“). | 10. Sep. 1965       | Die Straße 623 des Bebauungsplans wurde in zwei Abschnitten, am 10. September 1965 und am 1. Dezember 1965, benannt. Die Straße liegt im Bogen nach Osten an der Kurstraße. Die Hubertushäuser oder Neu-Zehlendorf liegen südlich der Potsdamer Chaussee bis Königsweg, die Straße jedoch nördlich. Die Namenswahl nimmt Bezug auf die regionale Ortslage, aber Anlass war die Nähe zum evangelischen Krankenhaus Hubertus. | Berlin-Schlachtensee An den Hubertushäusern                                                              |
| Bergengruenstraße (Lage)             | 1140                          | Werner Bergengruen (1892–1964), deutsch-baltischer Schriftsteller | 16. Sep. 1972       | Die Straße liegt zwischen Salzachstraße und als Sackgasse über Am Heidehof hinaus. Angelegt wurde die Straße vor 1896 als Adalbertstraße und 1937 in Lagardestraße umbenannt. | Bergengruenstraße                                                                                        |
| Bogotastraße (Lage)                  | 0390                          | Bogotá, Hauptstadt von Kolumbien | 29. Juli 1938       | Die Straße liegt zwischen Am Schlachtensee und Klopstockstraße, parallel zur Limastraße. | Bogotastraße                                                                                             |
| Breisgauer Straße (Lage)             | 0900                          | Breisgau, Region in Baden-Württemberg | 31. Juli 1947       | Die Straße verläuft zwischen Am Schlachtensee und Spanischer Allee (Guernicaplatz). Sie wurde um 1896 zwischen Bahnhof Schlachtensee und Potsdamer Chaussee als Viktoriastraße (Post Schlachtensee) angelegt, benannt nach der deutschen Kaiserin Viktoria. 1925 wurde die Verlängerung der Viktoriastraße in die Wannseestraße (seit 1939: Spanische Allee) einbezogen. Am 31. August 1937 wurde dieser „royalistische“ Straßenname durch Stöckerzeile abgelöst, benannt nach dem Theologen und Politiker Adolf Stoecker, der als Gründer der Berliner Bewegung Ende der 1870er Jahre den Antisemitismus in die deutsche Politik einführte. Im Rahmen der Entnazifizierung erfolgte 1947 die Umbenennung nach dem Breisgau. Bis 2011 befand sich im Haus Nr. 8 eine Bankfiliale, in der der Banküberfall Berlin-Zehlendorf 1995 stattfand. | Berlin-Nikolassee Breisgauer Straße · Berlin-Schlachtensee Breisgauer Straße                             |
| Cassinohof (Lage)                    | 0250                          | Cassino, Partnerstadt des Bezirks Zehlendorf | 20. Juni 2014       | Der Weg erschließt ein Neubaugebiet zwischen Urselweg und Bahntrasse. | Cassinohof                                                                                               |
| Dubrowplatz (Lage)                   | 0150 × 60                     | Wilhelm Dubrow (1823–1907), Bauerngutsbesitzer, Gemeindevorsteher und Gemeindeschöffe in Zehlendorf | nach 1894           | Der Platz liegt auf der Dubrowstraße zwischen Ilsensteinstraße und Eiderstedter Weg. Er wurde mit der Straße zwischen 1892 und 1894 von der Gemeinde und der Heimstätten AG auf Kosten der Anlieger angelegt. 1939 wurde er in Schemannplatz umbenannt und 1947 wieder rückbenannt. | Dubrowplatz                                                                                              |
| Dubrowstraße (Lage)                  | 01200                         | Wilhelm Dubrow (1823–1907), Bauerngutsbesitzer, Gemeindevorsteher und Gemeindeschöffe in Zehlendorf | 31. Juli 1947       | Die Straße verläuft zwischen Spanischer Allee und Matterhornstraße. Sie wurde zwischen 1894 und 1899 von den Grundeigentümern (Zehlendorf-West AG) und Anwohnern als Elisabethstraße angelegt, in einem Gebiet mit Namen von Königinnen war sie benannt nach der Königin von Preußen Elisabeth Ludovika, Gemahlin von Friedrich Wilhelm IV. Am 15. März 1939 wurde diese und die Zehlendorfer Georgenstraße in Schemannzeile umbenannt. Namensgebend war der Übersetzer und Rassentheoretiker Karl Ludwig Schemann. Dieser Straßenname nach dem Ehrenmitglied des nationalsozialistischen Reichsinstituts für Geschichte des Neuen Deutschlands wurde dann 1947 im Zuge der Entnazifizierung in Dubrowstraße geändert, der Straßenverlauf bis zur Spanischen Allee blieb unverändert. Dubrow entstammte einer alteingesessenen Familie und war 1883–1889 ehrenamtlicher Gemeindevorsteher und 1872–1883 sowie 1889–1901 Gemeindeschöffe in Zehlendorf. | Berlin-Schlachtensee Dubrowstraße                                                                        |
| Eiderstedter Weg (Lage)              | 0750                          | Eiderstedt, Nordseehalbinsel in Schleswig-Holstein | 31. Juli 1947       | Die Straße liegt zwischen Matterhorn- und Niklasstraße. Sie wurde vor 1896 als Heinrichstraße angelegt und zwischen 1937 und 1947 als Dühringstraße benannt. | Berlin-Zehlendorf Eiderstedter Weg · Eiderstedter Weg                                                    |
| Eitel-Fritz-Straße (Lage)            | 0510                          | Eitel Fritz (1883–1942), preußischer Prinz | um 1896             | Sie liegt zwischen Matterhorn- und Niklasstraße und wurde zusammen mit dem Eitel-Fritz-Platz zwischen 1895 und 1899 von der Heimstätten AG angelegt und hieß im Wilski-Übersichtsplan von 1912 noch Prinz-Eitel-Fritz-Straße. | Eitel-Fritz-Straße                                                                                       |
| Elvirasteig (Lage)                   | 1090                          | Elvira, weiblicher Vorname | 31. Juli 1947       | Die Straße liegt zwischen Matterhorn- und Fischerhüttenstraße. Die Ostseite des nördlichen Teils der Straße zwischen Limastraße und Fischerhüttenstraße mit den Hausnummern 31–51 gehört zum Ortsteil Zehlendorf. Um 1900 wurde die Straße 1891 durch die Heimstätten AG als Zietenstraße angelegt und erhielt zwischen 1938 und 1947 den Namen Hans-Knirsch-Weg nach einem deutschnationalen Politiker aus Österreich. | Elvirasteig                                                                                              |
| Ernst-Ring-Straße (Lage)             | 0210                          | Ernst Ring (1850–1906), preußischer Ökonomierat | vor 1914            | Die Straße liegt zwischen Spanischer Allee und Altvaterstraße (bis zum Bahndamm). Das Gelände, auf dem sich die Straße befindet, ist zwischen 1894 und 1897 vom Prinzen Friedrich Leopold an die Heimstätten AG übergegangen. Danach wurde die Straße bis zum Jahr 1908 angelegt. 1910 war sie noch unbebaut, 1915 waren die westlichen Grundstücke 5 und 7 bebaut, die östlichen Grundstücke der parallelen Rolandstraße zugeordnet. | Berlin-Schlachtensee Ernst-Ring-Straße · Berlin-Schlachtensee Ernst-Ring-Straße                          |
| Flachsweg (Lage)                     | 0200                          | Flachs, Faser- und Ölpflanze | 31. Juli 1947       | Die Straße liegt zwischen Terrassenstraße und Am Schlachtensee (Sackgasse). Sie wurde 1939 als Parlerstraße benannt und nach dem Zweiten Weltkrieg 1947 umbenannt. | Flachsweg                                                                                                |
| Gilgestraße (Lage)                   | 0280                          | Gilge, Mündungsarm der Memel in Ostpreußen | 31. Juli 1947       | Die Straße geht als Sackgasse von der Niklasstraße südwärts zur Potsdamer Chaussee ab, das letzte Teilstück als Fußweg. Die Straße war um 1900 als Dessauer Straße von der Zehlendorf-West AG und Fürst Henckel von Donnersmarck als Unternehmerstraße angelegt worden. 1927 wurde sie als Böckelweg umbenannt und 1947 die Benennung nach dem antisemitischen Politiker ersetzt. In der Nr. 3 lebte von 1920 bis 1933 der preußische Ministerpräsident Otto Braun, an den ein Gedenkstein erinnert. | Gilgestraße 7 · Gilgestraße 5                                                                            |
| Goethestraße (Lage)                  | 0290 (im Ortsteil)            | Johann Wolfgang von Goethe (1749–1832), Dichter | um 1900             | Der Abschnitt zwischen Elvirasteig und Limastraße liegt in Schlachtensee, ab dort verläuft die Straße in Zehlendorf bis zur Fischerhüttenstraße. Die Straße wurde um 1899 von den Anliegern und Eigentümern gemeinsam mit der Zehlendorf-West AG in zwei Bauabschnitten angelegt, zunächst erfolgte der Ausbau von der Fischerhüttenstraße bis zur Limastraße und dann bis zum Elvirasteig. Sie liegt im „Schriftstellerviertel“. | Goethestraße                                                                                             |
| Günter-Pfitzmann-Platz (Lage)        | 0030 × 35 × 45 dreieckig      | Günter Pfitzmann (1924–2003), Schauspieler | 8. Apr. 2017        | Der vorher unbenannte Platz zwischen Matterhornstraße, Wasgenstraße und Palmzeile erhielt am 8. April 2017 in Anwesenheit seiner Witwe Lilo Pfitzmann und seiner Söhne Andreas und Robert seinen Namen. | Günter-Pfitzmann-Platz                                                                                   |
| Guernicaplatz (Lage)                 | 0090 × 70 × 70 (Kreissegment) | Gernika, Stadt im Baskenland (Spanien) | 27. Nov. 1998       | Der vorher unbenannte Platz liegt an der Breisgauer Straße / Spanischen Allee. Von Westen mündet die Tewsstraße. Guernica wurde durch die im Spanischen Bürgerkrieg von Flugzeugen der deutschen Legion Condor erfolgte Bombardierung am 26. April 1937 und das mahnende Gemälde von Pablo Picasso bekannt. Die Benennung des Platzes erfolgte als Reaktion auf die 1939 bei der Rückkehr der Legion erfolgte Umbenennung der Spanischen Allee | Berlin-Schlachtensee Guernicaplatz · Berlin-Schlachtensee Guernicaplatz                                  |
| Guntersblumer Weg (Lage)             | 0160                          | Guntersblum, Ortsgemeinde in Rheinland-Pfalz | 31. Juli 1947       | Die gepflasterte birkenbestandene Straße liegt zwischen Tewsstraße und Spanischer Allee. Sie wurde zwischen 1894 und 1899 von den Eigentümern und der Zehlendorf-West AG angelegt und ursprünglich Elisabethstraße benannt. 1939 wurde der östliche Teil in die Schemannzeile, seit 1947 Dubrowstraße einbezogen (siehe dort). Der westliche Teil wurde in Badenweilerweg benannt. Denkbar ist ein Bezug auf den badischen Kurort Badenweiler, wahrscheinlicher jedoch, angesichts der nationalsozialistischen Motive bei der gesamten Umbenennungsaktion von 1939, eine Anspielung auf den Badonviller-Marsch, in der NS-Zeit Badenweiler-Marsch genannt und als Lieblingsmarsch Adolf Hitlers im Rahmen des „Führerkultes“ offiziell herausgehoben. 1947 wurde im Rahmen der Beseitigung von Straßennamen mit nationalsozialistischem Gedankengut der südlich der Spanischen Allee liegende Abschnitt in Guntersblumer Weg benannt. | Berlin-Schlachtensee Guntersblumer Weg                                                                   |
| Hedwig-und-Georg-Flatow-Platz (Lage) | 070 × 60 × 40                 | Georg Flatow (1889–1944), Arbeitsrechtler | 12. Okt. 2014       | Der bis dahin unbenannte Platz am Ende des Rhumewegs zur Lindenthaler Allee wurde im April 2014 nach dem Ehepaar Flatow benannt. Das Ehepaar Hedwig und Georg Flatow lebte von 1929 an in der Niklasstraße, die die dritte Seite des Platzes bildet. Flatow war Jurist und entwickelte die rechtliche Grundlage für Betriebsverfassungen. Seine Frau Hedwig war aktiv in der Montessoribewegung tätig. Sie entstammten beide jüdischen Familien und wurden 1944 im KZ Auschwitz ermordet. Die Benennung des Platzes fand am 12. Oktober 2014 statt. | Hedwig-und-Georg-Flatow-Platz · Hedwig-und-Georg-Flatow-Platz Einweihung                                 |
| Heinrich-Albertz-Platz (Lage)        | 0090 × 50 (Halbkreis)         | Heinrich Albertz (1915–1993), Regierender Bürgermeister von Berlin | 11. Mai 2004        | Mit der Johanneskirche an seiner Westseite ist es ein halbkreisförmiger Platz, an dem die Matterhornstraße vorbeiführt und auf den die Schopenhauerstraße und der Ilsensteinweg zuführen, letzterer am Platz endend und die vorhergehende mit Anschluss zur Matterhornstraße. Die feierliche Benennung am 18. Mai 2004 fand am elften Todestag von Heinrich Albertz statt. | Heinrich-Albertz-Platz                                                                                   |
| Ilsensteinweg (Lage)                 | 0860                          | Ilsenstein, Granitfelsformation im Harz (Sachsen-Anhalt) | 31. Juli 1947       | Die Straße liegt zwischen Matterhornstraße und Niklasstraße, über die sie als Sackgasse weiterführt. Auf diesem Straßenzug wurde um 1899 die Albrechtstraße angelegt, die 1937 mit anderen Straßen in Hoensbroechstraße nach einem antikatholizistischen Publizisten benannt wurde, 1947 erhielt sie ihren jetzigen Namen. | Ilsensteinweg                                                                                            |
| Joachimstraße (Lage)                 | 0160                          | Prinz Joachim von Preußen (1890–1920), preußischer Prinz | um 1905             | Die Straße zwischen Bergengruenstraße und Ahrenshooper Zeile wurde zwischen 1899 und 1900 von der Heimstätten AG angelegt. | Joachimstraße                                                                                            |
| Kaiserstuhlstraße (Lage)             | 0620                          | Kaiserstuhl, Mittelgebirge in Baden-Württemberg | 31. Juli 1947       | Die Straße liegt zwischen Altvaterstraße und Dubrowstraße. Der Abschnitt südlich der Matterhornstraße wurde zwischen 1894 und 1899 von den Eigentümern und der Zehlendorf-West AG als Luisenstraße angelegt, benannt nach der Königin Luise von Preußen, Gemahlin von König Friedrich Wilhelms III. Der nördliche Abschnitt war um 1890 als Sophienstraße angelegt worden, benannt nach Königin Sophie von Preußen, Gattin von König Friedrich I. Am 15. März 1939 wurde der gesamte Straßenzug zwischen der (heutigen) Altvater- und Dubrowstraße in Schönererzeile benannt. Die royalen Namen in diesem Gebiet von Schlachtensee wurden durch Personen ersetzt, die dem nationalsozialistischen Gedankengut gerecht wurden: der österreichische Politiker Georg von Schönerer (1842–1921) war radikaler Antisemit und übte starken Einfluss auf den jungen Adolf Hitler aus, der ihn als eines seiner Vorbilder ansah. 1947 wurden dann diese Straßennamen beseitigt und der Straßenzug (nun ohne Anschluss zur Spanischen Allee) neu benannt.                    | Berlin-Schlachtensee Kaiserstuhlstraße                                                                   |
| Kaunstraße (Lage)                    | 0540                          | Hugo Kaun (1863–1932), Komponist und Dirigent | 11. März 1937       | Die Straße wurde 1899/1900 von der Zehlendorf-West AG angelegt und ausgebaut. Sie liegt zwischen Lindenthaler Allee und als Sackgasse über die Niklasstraße hinweg bis zur Potsdamer Chaussee. | Kaunstraße                                                                                               |
| Kirchblick (Lage)                    | 0200                          | Blick zur Schlachtenseer Kirche | 24. Okt. 1922       | Die Straße zwischen Salzach- und Matterhornstraße wurde als Straße X des Bebauungsplans um 1900 als Fußweg von den Anliegern und Eigentümern angelegt. 1910 erfolgte die Befestigung und 1922 die Benennung. | Kirchblick                                                                                               |
| Klopstockstraße (Lage)               | 0280 (im Ortsteil)            | Friedrich Gottlieb Klopstock (1724–1803), Dichter | um 1900             | Der Abschnitt zwischen Schlickweg und Limastraße liegt in Schlachtensee, ab dort verläuft die Straße in Zehlendorf bis zur Fischerhüttenstraße. Die Straße im „Schriftstellerviertel“ wurde um 1899/1900 von der Zehlendorf-West AG und den Eigentümern angelegt. | Berlin-Schlachtensee Klopstockstraße 28                                                                  |
| Krottnaurerstraße (Lage)             | 0400 (im Ortsteil)            | Hugo von Krottnaurer (1851–1915), Unternehmer, Kommunalpolitiker, Gründungsmitglied und Direktor der Heimstätten AG | vor 1905            | Die Straße wurde um 1904/1905 in mehreren Bauabschnitten von der Heimstätten AG angelegt und ausgebaut. Sie beginnt Am Schlachtensee, führt unter der Bahnstrecke hindurch, kreuzt an der Spanischen Allee die Ortsteilgrenze zu Nikolassee und endet dort an der Wasgenstraße. | Berlin-Schlachtensee Krottnaurerstraße 8                                                                 |
| Kurstraße (Lage)                     | 0430                          | anliegendes Krankenhaus Hubertus | um 1896             | Die Straße wurde 1896 von der Gemeinde anlässlich der Errichtung der Heilanstalt angelegt. Sie liegt zwischen Potsdamer Chaussee und Tewsstraße. An der Ostseite der Straße zur Spanischen Allee liegt das Krankenhausgelände der Paul-Gerhard-Diakonie und hinter den Grundstücken der Westseite das Studentendorf Schlachtensee. | Berlin-Schlachtensee Kurstraße                                                                           |
| Limastraße (Lage)                    | 0740                          | Lima, Hauptstadt von Peru | 26. Jan. 1935       | Die Straße liegt zwischen Mexikoplatz und Elvirasteig im Schriftstellerviertel und war zwischen 1899 und 1901 von der Zehlendorf-West AG und den Eigentümern als Lessingstraße angelegt worden. Die Umbenennung erfolgte, da es durch die Bildung von Groß-Berlin in mehreren Ortsteilen gleichnamige Straßen gab. Die Westseite der Straße mit den ungeraden Hausnummern liegt in Schlachtensee, die Ostseite mit den geraden Hausnummern in Zehlendorf. | Limastraße                                                                                               |
| Lindenthaler Allee (Lage)            | 0730 (im Ortsteil)            | Lindenthal, Stadtteil von Leipzig | 31. Juli 1947       | Die Allee beginnt an der Bahnunterführung am S-Bahnhof Mexikoplatz, kreuzt an der Potsdamer Chaussee die Ortsteilgrenze zu Nikolassee, führt dann entlang der Grenze zwischen Nikolassee und Zehlendorf bis zur Clauerstraße und endet in Nikolassee an der Lloyd-G.-Wells-Straße. Die anfangs mit Linden bepflanzte Straße wurde zwischen 1892 und 1895 von der Zehlendorf-West AG als Lindenallee angelegt und 1934 in Theodor-Fritsch-Allee nach einem Publizisten mit rassistisch begründetem Judenhass. umbenannt. Aufgrund dessen erhielt sie 1947 ihren heutigen Namen. Der UFA-Film Drei von der Tankstelle wurde an der heutigen STAR-Tankstelle Lindenthaler Allee gedreht. Der S-Bahnhof Mexikoplatz hieß zwischen 1959 und 1987 Lindenthaler Allee. | Berlin-Schlachtensee Lindenthaler Allee Ecke Matterhornstraße                                            |
| Marinesteig (Lage)                   | 0650                          | Marine, Flotte eines Staates | 29. März 1939       | Die als Straße 561 des Bebauungsplans trassierte Straße wurde in den 1930er Jahren für die Marinesiedlung am Schlachtensee angelegt und mit Wohnbauten für gehobene Marineoffiziere bebaut. Sie geht nordwärts von Am Schlachtensee mit den Grundstücken 1–43 (ungerade) und 2–46 (gerade) ab und liegt parallel zu dieser. In der Nr. 14 wohnte von 1955 bis 1964 Willy Brandt. | Marinesteig · Berlin-Schlachtensee Marinesteig 14                                                        |
| Matterhornstraße (Lage)              | 2100                          | Matterhorn, Gipfel der Walliser Alpen (Schweiz) | 31. Juli 1947       | Die Matterhornstraße verläuft zwischen Spanischer Allee und Lindenthaler Allee. Nach 1893 wurde auf dieser Trasse die Waldemarstraße angelegt, benannt nach dem Prinzen Waldemar von Preußen. Diese führte von der Wannseestraße (heute: Spanische Allee) zur Viktoriastraße (heute: Breisgauer Straße), der südliche Abschnitt der Waldemarstraße (ab Heimstättenstraße) wurde 1939 zusammen mit der Gertrudstraße in Palmzeile benannt. Der nördliche Abschnitt der Waldemarstraße wurde am 15. März 1939 mit der Heimstättenstraße (nach 1890 angelegt) in Schemmstraße umbenannt. Namensgebend dafür war Hans Schemm, Gauleiter der NSDAP und Mitbegründer und Führer des NS-Lehrerbundes. 1947 wurde die Schemmstraße dann im Rahmen der Beseitigung von nationalsozialistischem Gedankengut in Matterhornstraße benannt. | Berlin-Schlachtensee Matterhornstraße 57 · Berlin-Schlachtensee Matterhornstraße 67                      |
| Nickisch-Rosenegk-Straße (Lage)      | 0200                          | Gotthard Ernst Nickisch von Rosenegk (1853–1931), Militär | vor 1905            | Die Straße (3–11a ungerade und 2–10 ungerade) liegt zwischen Matterhornstraße und Spanischer Allee, sie wurde 1897/1898 durch die Gemeinde auf Kosten der Heimstätten AG angelegt. Der Namensgeber der Straße war Sohn eines Gutsbesitzers und besuchte die Ritterakademie, er erhielt als Oberst 1903 das Kommando über die Hauptkadettenanstalt Groß-Lichterfelde. Er hatte enge Verbindungen zum Prinzen Friedrich Leopold von Preußen und machte sich um die Heimstätten AG in Nikolassee verdient. | Berlin-Schlachtensee Nikisch-Rosenegk-Straße                                                             |
| Niklasstraße (Lage)                  | 1250                          | Niklas (um 280–um 350), Heiliger | vor 1905            | Die Straße liegt zwischen Potsdamer Chaussee und Spanischer Allee. Die Bezeichnung „Niklas See“ kam im 17. Jahrhundert auf, die Straße nach Nikolassee wurde im 19. Jahrhundert als Fuß- und Feldweg angelegt und 1906/1907 durch die Zehlendorf-West AG ausgebaut. Zwischen 1935 und 1947 hieß sie Chamberlainstraße, benannt nach dem englischen antisemitischen Philosophen und Schriftsteller Houston Stewart Chamberlain. | Niklasstraße · Niklasstraße                                                                              |
| Palmzeile (Lage)                     | 0270 (im Ortsteil)            | Johann Philipp Palm (1766–1806), Buchhändler und Verleger | 15. März 1939       | Der nördliche Abschnitt der Straße vom Günter-Pfitzmann-Platz bis zur Spanischen Allee liegt in Schlachtensee, von dort verläuft sie in Nikolassee bis zur Krottnaurerstraße. Im Abschnitt südlich der Spanischen Allee wurde sie zwischen 1897 und 1900 von der Heimstätten AG als Gertrudstraße angelegt, nördlich der Spanischen Allee wurde auf der (heutigen) Trasse nach 1893 die südliche Waldemarstraße, benannt nach dem Prinzen Waldemar von Preußen, angelegt. 1939 wurden diese beiden als Palmzeile umbenannt. Der restliche Abschnitt der Waldemarstraße wurde mit der Heimstättenstraße als Schemmstraße (heute: Matterhornstraße) benannt. | Berlin-Schlachtensee Palmzeile                                                                           |
| Potsdamer Chaussee (Lage)            | 1900 (im Ortsteil)            | Chaussee nach Potsdam | vor 1905            | Die Potsdamer Chaussee verläuft zwischen der Nibelungenstraße im Ortsteil Nikolassee und der S-Bahn-Brücke der Wannseebahn im Ortsteil Zehlendorf. Die Grundstücke 1–33 auf der Nordseite zwischen Wasgenstraße und S-Bahn-Brücke liegen in Schlachtensee. Die Potsdamer Chaussee war Abschnitt der alten Potsdamer Straße, der als Verbindungsstraße zwischen den Residenzstädten Berlin und Potsdam bereits 1792 angelegten, ältesten befestigten Straße in Preußen. Auf einer Karte von 1905 wurde dieser Abschnitt noch als Chaussee von Potsdam bezeichnet. | Berlin-Schlachtensee Potsdamer Chaussee Ecke Lindenthaler Allee                                          |
| Reifträgerweg (Lage)                 | 0550                          | Reifträger, Gipfel im Riesengebirge | 31. Juli 1947       | Die Straße liegt zwischen Altvater- und Schopenhauerstraße und kreuzt die Matterhornstraße. Sie wurde bereits vor 1896 in der entstehenden Villenkolonie als Augustastraße angelegt, benannt nach Kaiserin Augusta, Gattin von Kaiser Wilhelm I. Aus antiroyalistischer Sicht wurde die Straße am 15. März 1939 als Stauffzeile nach dem völkischen Schriftsteller und Anhänger der NS-Bewegung Philipp Stauff benannt. Im Rahmen der Beseitigung von nazistischem Gedankengut erfolgte 1947 eine erneute Umbenennung nach einem Berggipfel. | Reifträgerstraße nach Süden · Berlin-Schlachtensee Reifträgerweg 7                                       |
| Rolandstraße (Lage)                  | 0220                          | Hans Roland, Gründungsmitglied der Heimstätten AG | 1903                | Die Straße liegt zwischen Matterhorn- und Altvaterstraße. Sie wurde um 1895 angelegt und 1900 von der Heimstätten AG ausgebaut. Zunächst war die Straße nach dem Gründungsmitglied Paul von Krause benannt und erst 1903 durch internen Tausch der Gründungsmitglieder für diese Straße nach Hans Roland benannt, während der Reichstagsabgeordnete Krause zu dieser Zeit schon im Westen der Gemeinde Nikolassee wohnte. | Rolandstraße von Matterhornstraße                                                                        |
| Rhumeweg (Lage)                      | 0520                          | Rhume, Nebenfluss der Leine | 31. Juli 1947       | Die Straße liegt zwischen Matterhornstraße und Lindenthaler Allee. Sie ist ab Niklasstraße eine Sackgasse. Zwischen 1937 und 1947 hieß sie Kossinnastraße. | Rhumeweg                                                                                                 |
| Rötheweg (Lage)                      | 0330                          | Gustav Roethe (1859–1926), Mediävist | vor 1905            | Die Straße liegt zwischen Elvirasteig und Terrassenstraße. | Rötheweg                                                                                                 |
| Salzachstraße (Lage)                 | 0930                          | Salzach, Nebenfluss des Inn | 30. Juli 1947       | Die Straße wurde um 1896 als Alexanderstraße angelegt und 1939 in Gobineaustraße umbenannt, im Zuge der Entnazifizierung erfolgte 1947 die Vergabe des heutigen Namens. Sie liegt zwischen Matterhornstraße und Kirchblick, als Sackgasse darüber hinaus. | Salzachstraße                                                                                            |
| Schlickweg (Lage)                    | 0190                          | Graf Stefan von Schlick (1487–1526), Begründer des böhmischen Silberbergbaus | 15. März 1939       | Die Straße liegt zwischen Am Schlachtensee und Terrassenstraße. Sie war bereits vor 1906 bei der Erschließung des Geländes zwischen 1870 und 1880 von der Heimstätten AG als Brunnenstraße angelegt worden. | Schlickweg                                                                                               |
| Schopenhauerstraße (Lage)            | 700 (im Ortsteil)             | Arthur Schopenhauer (1788–1860), Philosoph | 29. Jan. 1937       | Die Straße beginnt an der Lückhoffstraße im Ortsteil Nikolassee, kreuzt an der Spanischen Allee die Ortsteilgrenze zu Schlachtensee und endet am Heinrich-Albertz-Platz. 1937 wurde die vor 1912 angelegte Kronprinzessinnenstraße unter Einbeziehung der vor 1905 angelegten Nikolasseer Sudetenstraße in Schopenhauerstraße umbenannt. | Berlin-Schlachtensee Schopenhauerstraße Ecke Isensteinweg                                                |
| Spanische Allee (Lage)               | 1980                          | benannt anlässlich der Rückkehr der Legion Condor aus dem Spanischen Bürgerkrieg | 5. Juni 1939        | Die Spanische Allee beginnt am Kronprinzessinnenweg im Ortsteil Nikolassee, kreuzt an der Straße Am Schlachtensee die Ortsteilgrenze und endet an der Potsdamer Chaussee. 1939 wurde die um 1906 angelegte Wannseestraße nach dem Einzug der vom Spanischen Bürgerkrieg zurückkehrenden deutschen Legion Condor neu benannt. | Spanische Allee ab Matterhornstraße ostwärts · Berlin-Schlachtensee Spanische Allee Krankenhaus Hubertus |
| Terrassenstraße (Lage)               | 0700                          | Terrasse am östlichen Teil des Schlachtensees | vor 1905            | Die Straße zwischen Elvirasteig und Am Schlachtensee bestand bereits vor 1905. Im Jahr 1938 wurde die Straße 530 als Verlängerung der Terrassenstraße mit dieser in Donnhäuserstraße umbenannt, im Rahmen der Rücknahme von NS-Straßennamen wurde 1947 der alte Name vergeben. Der Straßenname bestand im Volksmund bereits vor der amtlichen Verleihung. | Terrassenstraße                                                                                          |
| Tewsstraße (Lage)                    | 0380                          | Johannes Tews (1860–1937), Pädagoge | 20. Juli 1938       | Die Straße liegt zwischen Wasgenstraße und Spanischer Allee (Ecke Breisgauer Straße) Sie wurde um 1905 als Hubertusstraße angelegt, benannt nach dem heiligen Hubertus von Lüttich. Wegen der Mehrdeutigkeit gleicher Straßennamen nach der Bildung von Groß-Berlin 1920 wurde 1938 die Umbenennung vorgenommen. | Berlin-Schlachtensee Tewsstraße                                                                          |
| Urselweg (Lage)                      | 0590                          | Ursel, weiblicher Vorname | 31. Juli 1947       | Die Straße verläuft parallel zur Wannseebahn zwischen Lindenthaler Allee und Niklasstraße, ab Cassinohof als Sackgasse und Fußweg. 1937 wurden auf diesem Straßenzug die vor 1906 angelegte Seydlitzstraße und ein Teil der Hohenlohestraße in Anackerstraße umbenannt, die dann 1947 umbenannt wurde. Die Hohenlohestraße war um 1900 von der Zehlendorf-West AG, Eigentümern und der Eisenbahngesellschaft angelegt worden, ein Teil wurde 1937 in den Anackerweg einbezogen und der Abschnitt zwischen Potsdamer Chaussee und Seydlitzstraße entfiel infolge Änderung des Bebauungsplanes und wurde gelöscht. | Urselweg                                                                                                 |
| Veronikasteig (Lage)                 | 0190                          | Veronika, weiblicher Vorname | 31. Juli 1947       | Die Straße liegt zwischen Lindenthaler Allee und Ruhmeweg. Angelegt wurde die Straße 1901/1902 von der Zehlendorf-West AG als Margaretenstraße und 1939 in Glagauzeile umbenannt, 1947 erfolgte die erneute Umbenennung zum heutigen Namen. | Veronikasteig                                                                                            |
| Waldsängerpfad (Lage)                | 0300                          | Waldsänger, Singvogel | 31. Juli 1947       | Die Straße zwischen Krottnaurerstraße und Reifträgerweg wurde zwischen 1890 und 1891 als Dianastraße (Post Schlachtensee) von den Eigentümern und der Heimstätten AG angelegt, benannt nach Diana, der Göttin der Jagd. Am 15. März 1939 wurde sie nach Ottomar Beta (1845–1913, Publizist und völkischer Antisemit) in Betazeile umbenannt. Eigentümer von Dianastraße 17/19 (Post Bln.-Schlachtensee) war Konteradmiral W. Canaris nach Adressbuch 1938 und 1943 entsprechend für Haus Betazeile 17 (Post Bln.=Zehlendorf), für Nr. 19 ist ungenannt angegeben. | Waldsängerpfad ostwärts                                                                                  |
| Wasgenstraße (Lage)                  | 1030                          | Wasgen, deutsche Bezeichnung für die Vogesen, Mittelgebirge in Ostfrankreich | um 1920             | Die Wasgenstraße beginnt an der Palmzeile und endet an der Potsdamer Chaussee, wobei an der Schule in Höhe Tewsstraße ein kleiner rechtwinkliger Knick die Straße in der Führung nach Süden westwärts versetzt. Zwischen Spanischer Allee und Potsdamer Chaussee bildet sie die Grenze zwischen dem Nachbarortsteil Nikolassee und Schlachtensee. Die Straße wurde bereits vor 1905 als Nordsternstraße zunächst zwischen Waldemar-/ Heimstättenstraße und Hubertusstraße angelegt und war 1910 noch unbebaut. Benannt wurde die Nordsternstraße nach der gleichnamigen Versicherung, die 1857 in Hamburg gegründet wurde und wohl die Heimstätten AG versicherte. Um 1920 wurde sie in Wasgenstraße umbenannt. Die römisch-katholische Kirche Zu den heiligen Zwölf Aposteln in der Wasgenstraße 49 wurde 1953–1954 gebaut, entworfen von Julius Schmidt im Baustil der Heimatschutzarchitektur. In der Wasgenstraße liegt das Studentendorf Schlachtensee. | Kirche Zu den heiligen Zwölf Aposteln · Berlin-Schlachtensee Studentendorf Schlachtensee                 |
| Wolzogenstraße (Lage)                | 0440 (im Ortsteil)            | Hans von Wolzogen (1848–1938), Schriftsteller und Herausgeber | 31. Aug. 1937       | Die Straße beginnt am Urselweg, kreuzt an der Potsdamer Chaussee die Ortsteilgrenze zu Zehlendorf und endet dort am Oertenweg. Sie war vor 1905 als Derfflingerstraße angelegt worden. Die Umbenennung erfolgte 1937. | Wolzogenstraße                                                                                           |

## Ehemalige und geplante Straßen
Zwischen 1937 und 1947 wurden Umbenennungen nach einem Preisausschreiben für die SS-Siedlung ausgeführt die im Folgenden besonders markiert sind.
| Ursprünglicher Name      | von           | bis           | umbenannt            | Anmerkung |
| ------------------------ | ------------- | ------------- | -------------------- | --- |
| Anackerstraße            | 31. Aug. 1937 | 31. Juli 1947 | → Urselweg           | Heinrich Anacker (1901–1971), schweizerisch-deutscher Schriftsteller, Anhänger der NS-Bewegung. 1937 wurden die Seydlitzstraße und die Hohenlohestraße in Anackerstraße umbenannt. |
| Böckelweg                | 31. Aug. 1937 | 31. Juli 1947 | → Gilgestraße        | Otto Böckel (1859–1923), Volksliedforscher und antisemitischer Politiker. |
| Brunnenstraße            | vor 1905      | 15. März 1939 | → Schlickweg         | Die Straße wurde bei der Erschließung des Geländes zwischen 1870 und 1880 von der Heimstätten AG angelegt und nach den hier gebohrten Brunnen benannt. |
| Chamberlainstraße        | 4. Nov. 1935  | 31. Juli 1947 | → Niklasstraße       | Houston Stewart Chamberlain (1855–1927), englischer antisemitischer Philosoph. Die Straße hieß zuvor ab 1905 Niklasstraße, erhielt 1935 den Namen Chamberlainstraße und wurde 1947 wieder rückbenannt. |
| Derfflingerstraße        | vor 1906      | 31. Aug. 1937 | → Wolzogenstraße     | Georg von Derfflinger (1606–1695), kurfürstlich-brandenburgischer Generalfeldmarschall und Statthalter von Pommern. |
| Dessauer Straße          | vor 1906      | 31. Aug. 1937 | → Gilgestraße        | Dessau, heute Stadt in Sachsen-Anhalt. Die Straße wurde um 1900 von der Zehlendorf-West AG und Fürst Henckel von Donnersmarck als Unternehmerstraße angelegt. |
| Donnhäuserstraße         | 11. Mai 1938  | 31. Juli 1947 | → Terrassenstraße    | Peter Donnhäuser (1900–1933), Lehrer, wurde 1933 im Zusammenhang mit dem Volkssportprozess verurteilt und kam im Gefängnis ums Leben. Die Straße 530 und die Terrassenstraße wurden 1938 zur Donnhäuserstraße. |
| Dühringzeile             | 31. Aug. 1937 | 31. Juli 1947 | → Eiderstedter Weg   | Eugen Dühring (1833–1921), Philosoph, Nationalökonom und antisemitischer Autor. Die Straße hieß ab vor 1896 Heinrichstraße |
| Eitel-Fritz-Platz        | vor 1905      | nach 1930     | aufgehoben           | Eitel Wilhelm Friedrich Christian Karl (1883–1942), Prinz von Preußen. Der Platz wurde zusammen mit der Eitel-Fritz-Straße zwischen 1895 und 1899 durch die Heimstätten AG angelegt. Er wurde nach 1930 aufgehoben, aber die Erweiterung an der Kreuzung Eitel-Fritz-Straße/Georgenstraße (heute Dubrowstraße) blieb bestehen. |
| Friedrich-Wilhelm-Straße | nach 1895     | 13. Juli 1934 | → Ahrenshooper Zeile | Friedrich Wilhelm Viktor August Ernst (1882–1951), Kronprinz. Die Straße wurde Anfang 1895 durch die Heimstätten AG angelegt. |
| Glagauzeile              | 15. März 1939 | 31. Juli 1947 | → Veronikasteig      | Otto Glagau (1834–1892 in Berlin) war ein deutscher Journalist und Schriftsteller im deutschen Kaiserreich mit antisemitischen Ansichten. Die Straße liegt laut Adressbuch 1943 zwischen Theodor-Fritsch-Allee und Kossinastraße (heute: Lindenthaler Allee und Rhumeweg).                                                     |
| Gobineaustraße           | 15. März 1939 | 31. Juli 1947 | → Salzachstraße      | Joseph Arthur de Gobineau (1816–1882), französischer Diplomat und Schriftsteller, behauptete die Überlegenheit der „arischen Rasse“. |
| Hans-Knirsch-Weg         | 11. Mai 1938  | 31. Juli 1947 | → Elvirasteig        | Hans Knirsch (1877–1933), Politiker, Anhänger des NS-Regimes. Die Straße wurde um 1900 als Zietenstraße angelegt. |
| Herderstraße             | vor 1905      | 29. Juli 1938 | → Bogotastraße       | Johann Gottfried von Herder (1744–1803), Theologe, Philosoph, Schriftsteller. |
| Hoensbroechstraße        | 31. Aug. 1937 | 31. Juli 1947 | → Ilsensteinweg      | Paul Graf von Hoensbroech (1852–1923), antikatholischer Publizist und Schriftsteller. Die Straße wurde um 1899 als Albrechtstraße angelegt. |
| Kossinnastraße           | 16. Apr. 1937 | 31. Juli 1947 | → Rhumeweg           | Gustaf Kossinna (1858–1931), Historiker. Seine Auffassungen basierten auf „völkischem“ Gedankengut und konnten von NS-Ideologen missbraucht werden. |
| Kronprinzessinnenstraße  | vor 1905      | 29. Jan. 1937 | → Schopenhauerstraße | Kronprinzessin, älteste Tochter des Herrschers. Die Kronprinzessinnenstraße und die Sudetenstraße wurden 1937 in Schopenhauerstraße umbenannt. |
| Lagardestraße            | 31. Aug. 1937 | 16. Sep. 1972 | → Bergengruenstraße  | Paul de Lagarde (1827–1891), Kulturphilosoph und Orientalist. Viele seiner nur unzureichend verstandenen Gedanken, vor allem über das Judentum, spielten im Nationalsozialismus eine große Rolle. Vor 1896 als Adalbertstraße angelegt.                                                                                        |
| Leopoldstraße            | um 1925       | um 1930       | → Am Heidehof        | Joachim Karl Wilhelm Friedrich Leopold (1865–1931), Prinz von Preußen. |
| Lessingstraße            | vor 1905      | 26. Jan. 1935 | → Limastraße         | Gotthold Ephraim Lessing (1729–1781), Schriftsteller. Die Straße wurde zwischen 1899 und 1901 von der Zehlendorf-West AG und den Eigentümern im „Schriftstellerviertel“ angelegt. |
| Parlerstraße             | 15. März 1939 | 31. Juli 1947 | → Flachsweg          | Vorher Straße 531 des Bebauungsplans wurde sie anlässlich der Annexion der Tschechoslowakei und Hitlers Einzug in Prag mit einem Auftritt auf dem Hradschin unter der dortigen Parlerbüste am 15. März 1939 benannt. |
| Schemannplatz            | 15. März 1939 | 31. Juli 1947 | → Dubrowplatz        | Ludwig Schemann (1852–1938 in Freiburg i. Br.) war Übersetzer und Rassentheoretiker. Der Dubrowplatz wurde 1939 in Schemannplatz umbenannt und erhielt 1947 seinen ursprünglichen Namen zurück. |
| Schemannzeile            | 15. März 1939 | 31. Juli 1947 | → Dubrowstraße       | Ludwig Schemann (1852–1938 in Freiburg i. Br.) war Übersetzer und Rassentheoretiker. Die Georgenstraße und ein Teil der Elisabethstraße wurden 1939 in Schemannzeile umbenannt. |
| Seydlitzstraße           | vor 1906      | 31. Aug. 1937 | → Urselweg           | Friedrich Wilhelm Freiherr von Seydlitz-Kurtzbach (1721–1773), preußischer Militär. Die Seydlitzstraße wurde 1937 zusammen mit einem Teil der Hohenlohestraße in Anackerstraße umbenannt. |
| Stöckerzeile             | 31. Aug. 1937 | 31. Juli 1947 | → Breisgauer Straße  | Adolf Stöcker (1835–1909), Geistlicher und Politiker, führte den Antisemitismus in die deutsche Politik ein. Die Straße gehört teilweise zu Nikolassee |
| Theodor-Fritsch-Allee    | 1. Dez. 1934  | 31. Juli 1947 | → Lindenthaler Allee | Theodor Fritsch (1852–1933), Publizist und Verleger antisemitischer Schriften. Die Straße hieß ab 1906 Lindenallee. |
| Zietenstraße             | um 1900       | 11. Mai 1938  | → Elvirasteig        | Hans Joachim von Zieten (1699–1786), preußischer Husarengeneral im Dienste Friedrichs II. Die Straße wurde 1891 durch die Heimstätten AG angelegt. |

## Weitere Örtlichkeiten in Schlachtensee

### Parks und Grünflächen
- Paul-Ernst-Park
- Wolfsschluchtpark (Lage), am Elvirasteig gelegen

### Verkehrsflächen
- S-Bahnlinie S1
  - S-Bahnhof Mexikoplatz (Lage)
  - S-Bahnhof Schlachtensee (Lage)

### Sonstige Orte und Freiflächen
- Alte Fischerhütte (Lage)

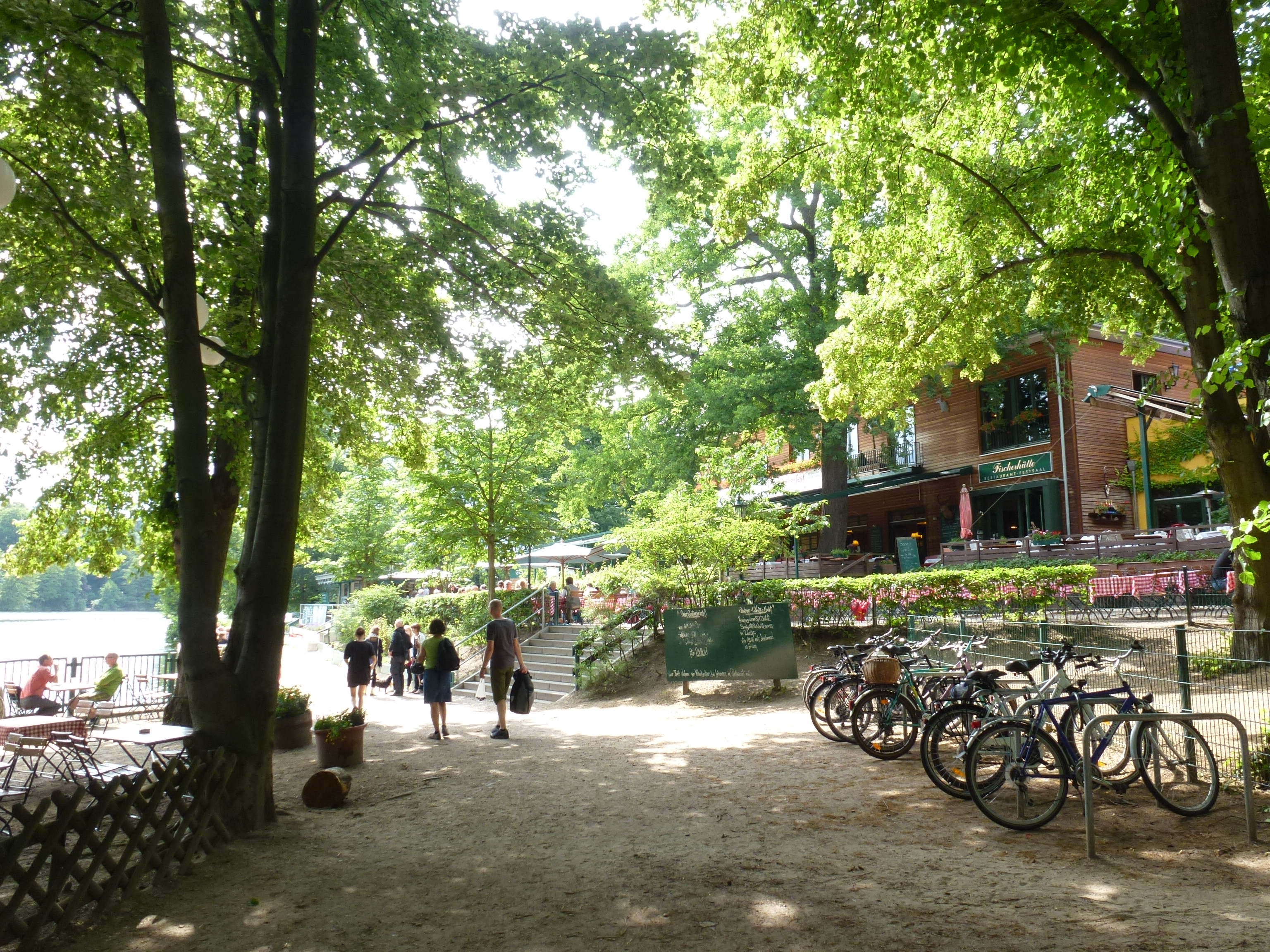
Restaurant Fischerhütte am Schlachtensee

- Hundeauslaufgebiet am Schlachtensee (Lage)
- Studentendorf Schlachtensee (Lage) entstand zwischen 1959 und 1964 als Teil der Freien Universität Berlin.